# Recinto abaluartado de Badajoz
Erigido no segunda metade do século XVII para reforçar as defensas de Badajoz com motivo das guerras de separação de Portugal da Coroa da Espanha, a sua disposição respeitou a Alcáçova árabe, à qual se junta nos seus arrancos pelos extremos noroeste e sudestes. Contava a muralha com oito baluartes: San Pedro, La Trinidad, Santa María, San Roque, San Juan, Santiago, San José e San Vicente.
As três portas principais originárias desta fortificação foram as de Trinidad, El Pilar e Puerta de Palma.